# Drew Nowak
Drew Nowak (* 7. März 1990 in Green Bay, Wisconsin) ist ein ehemaliger US-amerikanischer American-Football-Spieler auf der Position des Centers. Er spielte für die Jacksonville Jaguars und die Seattle Seahawks in der National Football League (NFL). 

## NFL

### Jacksonville Jaguars
Nowak unterschrieb 2012 einen Vertrag bei den Jacksonville Jaguars, nachdem er beim NFL Draft 2012 nicht ausgewählt wurde.  Nowak wurde ursprünglich als Defensive Tackle verpflichte, wurde jedoch nach mehreren Ausfällen in der Offensive Line der Jaguars auf die Position des Guards umtrainiert. Nowak spielte in der Saison 2012 kein einziges Spiel.
Am 30. August 2013 wurde er entlassen, aber schon am 1. September für den Practice Squad verpflichtet. Am 17. Dezember wurde er in den Hauptkader versetzt. Die Jaguars entließen Nowak am 29. August 2014.

### Seattle Seahawks
Am 3. September 2014 verpflichteten die Seattle Seahawks Nowak für ihren Practice Squad. Zur Saison 2015 wechselte er auf die Position des Centers und wurde von den Seahawks zum Starter ernannt. Am 1. Dezember 2015 wurde er entlassen um Platz im Hauptkader für die Neuverpflichtung von Chase Coffman zu haben. Am 9. Dezember 2015 wurde Nowak von den Seahawks für den Practice Squad verpflichtet. Am 4. April 2016 wurde er von den Seahawks entlassen, da diese Platz im Roster brauchten, um die gedrafteten Spieler unter Vertrag nehmen zu können.

### Kansas City Chiefs
Am 10. Mai 2016 nahmen ihn die Kansas City Chiefs unter Vertrag. Am 28. August 2016 wurde er entlassen.